# Le Livre de poche
Le Livre de Poche (en francés: «El Libro de bolsillo») es el nombre de una colección de literatura que apareció el 9 de febrero de 1953, bajo la dirección de Henri Filipacchi y publicada por la Librairie Générale Française, una filial de Hachette.

## Historia
Es cierto que los libros de un formato similar, del tamaño del bolsillo, ya existían. Desde 1905, Ediciones de Jules Tallandier los comercializaba bajo el nombre de Le Livre de poche, novelas populares a bajo costo. Sin embargo, la recepción exitosa de Le Livre de Poche se debió a la combinación de la nueva idea del consumismo con la época y la demanda popular y el estudio de un libro barato y desacralizado, se presentan en tapas recordando carteles de cine, pero el vehículo de una literatura de calidad.
Henri Filipacchi logró convencer a sus amigos editores Albin Michel , Calmann-Lévy, Grasset y Gallimard para unirse a su proyecto y llegar a ser los «padres fundadores» de Le Livre de Poche.
Así Koenigsmarck, de Pierre Benoit, fue el primer título publicado en 1953. Cada quince días un nuevo título era publicado. Pronto se convirtió en un hecho consumado de la sociedad. De 8 millones de copias en 1957-1958, las ventas subieron a 28 millones en 1969. Este éxito inspiró a los competidores: J'ai lu creado por Flammarion en 1958, Pocket Prensas creado por el Presses de la Cité y Folio creado por Gallimard en 1972 después de su retirada de la Librairie Générale Française. Pero, con casi mil millones de volúmenes distribuidos desde su creación y más de 18 millones de ejemplares vendidos en 2002, sigue siendo el principal ampliamente distribuida colección de bolsillo francés.

## Algunos datos
El capital de la Librairie Générale Française, una sociedad anónima, es propiedad al 80% por Hachette-Livre y, hasta el 20%, por Les Editions Albin Michel.
- 3.500 títulos en su catálogo a partir del 12/31/2002
- 14.000 títulos publicados desde 1953
- 1.000.000.000 volúmenes distribuidos desde su creación
- 360 nuevos títulos al año
- 1.000 títulos reeditado un año
- Más de 18 millones de ejemplares vendidos en 2002